# 契約友情
《契約友情》（：／ Gyeyakujung），為韓國KBS 2TV於2020年4月6日起播出的月火連續劇，由柳英恩導演與金柱萬作家合作打造。此劇改編自同名網路漫畫，講述沒有存在感的平凡高中生昌雄因為偶然寫的一首詩，與被稱為暴力分子的敦赫結下了「契約友情」的故事。
香港由myTV SUPER緊貼韓國點播。台灣由friDay影音、KKTV、LiTV 線上影視、Hami Video、myVideo跟播。

## 演員陣容

### 主要人物
| 演員   | 角色   | 介紹 |
| 李新英 | 朴燦洪 | 沒有什麼特別擅長的，外貌和成績都很平凡的高中少年。因為沒有存在感，所以沒有什麼人氣，但又沒有被同學欺凌。但是，當他開始與世允交往時，便開始被大容欺負，同時開始了與敦赫的契約友情關係。                                                                         |
| 申承浩 | 許敦赫 | 外號是「鋼鐵人」，被高中生奉為傳說的拳頭。他有無數的傳聞，例如以十比一打鬥，令對方全數送往醫院。一年前，他的女友瑞晶自殺身亡，因負罪感與嘲弄女友的人吵架後去了少年院。回到社會後，為了挖掘瑞晶的死亡真相，他選擇了第一高中。偶然間，他在詩中發現了事件的線索。 |
| 金素慧 | 嚴世允 | 自幼兒園至高中的12年間一直是外貌第一位的漂亮少女，成績也很優秀，因而令學校裏所有的男孩都愛她，但誰都不敢向她示愛。她的夢想是學美術，但她是一個害怕被父母訓斥而猶豫不決的平凡少女。窺見其真貌的，既不是敦赫也不是大容，居然是燦洪。                             |
| 吳熙俊 | 吳慶表 | 與燦洪連續十年同班的同學，擁有無法隱藏的獨特感，是一個瘋子。 如果說燦洪用平凡來保護自己，那麼他就是用瘋狂面貌讓自己免受欺負，被其他人用黃色、瘋、壞等各種負面詞語來形容。喜歡崔美羅。                                                                          |
| 閔都凞 | 崔美羅 | 世允的朋友，在美術部生活，與世允、瑞晶關係親密。她的嫉妒心很重，有執着於外表的傾向。 |
| 趙怡賢 | 申瑞晶 | 世允的美術部前輩，敦赫的女朋友。一年前，一種既委屈又奇怪的傳聞開始流傳，雖然想解釋不是，但是連最親近的人也懷疑自己。在匿名的威脅下，最終決定自殺。 |

### 燦洪周邊人物
| 演員   | 角色   | 介紹 |
| 金元海 | 朴忠才 | 燦洪的爸爸，複合機租賃業者。他認為什麼都適當，只要在中間就可以，還教兒子這樣生活。他喜歡以舊式卡式錄音帶聽歌，是一個充滿浪漫溫暖的爸爸。 |
| 白智媛 | 吳正熙 | 燦洪的媽媽。做毛線活是她的愛好，所以她喜歡給昌雄戴上手套、圍巾。她天天責怪老掉牙的忠才，其實很喜歡丈夫。                                 |

### 趙平燮黨派
| 演員   | 角色   | 介紹 |
| 張慧珍 | 趙平燮 | 江浦市青少年善導委員會委員長，是即將參加市議員選舉的政治家和福利家。但這只是表面的，她為了錢什麼事都能做，是一個殘酷的騙子。為了能當選市議員，她正試圖抹去過去自己所做的壞事。 |
| 金度完 | 郭尚畢 | 敦赫過往的兄弟，現在是平燮的手下。在瑞晶死後，他與敦赫的關係疏遠了。 |

### 第一高中老師
| 演員   | 角色   | 介紹' |
| 金吝勸 | 禹泰正 | 第一高中的文學老師，可能因為是詩歌專業出身，一提到詩歌就很著迷。他暗戀著負責美術的崔老師，同時起到把昌雄引向詩詞世界的作用。 |
| 金素羅 | 崔婷媛 | 第一高中的美術老師，雖然對泰正的糾纏感到為難，但事實上並不討厭。                                                             |

### 第一高中學生
| 演員   | 角色   | 介紹 |
| 李正賢 | 金大容 | 第一高中的不良學生，在學校裡透過欺負弱小朋友們獲得的信息，以私設體育彩票賺錢。他喜歡世允，威脅昌雄介紹世允給他認識。 |
| 柳世恆 | 安成度 | 第一高中被孤立的學生，大容的主要欺負對象。他以各種跑腿的方式償還向大容借來的錢的利息，或者被大容毆打。               |

## 收視率
| 集數       | 播出日期   | AGB收視率        |
| 集數       | 播出日期   | 大韓民國（全國） |
| ---------- | ---------- | ---------------- |
| 1          | 2020/04/06 | 2.3%             |
| 2          | 2020/04/06 | 2.7%             |
| 3          | 2020/04/07 | 1.4%             |
| 4          | 2020/04/07 | 1.6%             |
| 5          | 2020/04/13 | 2.6%             |
| 6          | 2020/04/13 | 2.4%             |
| 7          | 2020/04/14 | 1.4%             |
| 8          | 2020/04/14 | 1.8%             |
| 平均收視率 | 平均收視率 | 2.03%            |

- 收視最低的集數以藍色表示，收視最高的集數以紅色表示，而空格則表示該集的收視沒有相關數據。

## 同時段競爭作品
- MBC 月火連續劇：《365：逆轉命運的1年》
- SBS 月火連續劇：《無人知曉》
- tvN 月火連續劇：《一半的一半》
- JTBC 月火連續劇：《天氣好的話，我會去找你》

## 提名及獲獎列表
| 年度   | 頒獎典禮    | 獎項              | 入圍者 | 結果 |
| 2020年 | KBS演技大獎 | 男子聯作‧獨幕劇獎 | 申承浩 | 提名 |
| 2020年 | KBS演技大獎 | 男子聯作‧獨幕劇獎 | 李新英 | 獲獎 |
| 2020年 | KBS演技大獎 | 女子聯作‧獨幕劇獎 | 金素慧 | 提名 |

## 外部連結
- 韓國KBS官方網站
- Daum上《契約友情》的資料
- NAVER上《契約友情》的資料

| KBS2 月火劇                                           | KBS2 月火劇                                | KBS2 月火劇 |
| ----------------------------------------------------- | ------------------------------------------ | ----------- |
|                                                       | （2020年4月6日－2020年4月14日）            |             |
| 朝鮮浪漫喜劇–綠豆傳 （2019年9月30日－2019年11月25日） | Born Again （2020年4月20日－2020年6月9日） |             |

| 全世界 KBS World 星期五 06:15 - 07:25（UTC+9） | 全世界 KBS World 星期五 06:15 - 07:25（UTC+9） | 全世界 KBS World 星期五 06:15 - 07:25（UTC+9） |
| ---------------------------------------------- | ---------------------------------------------- | ---------------------------------------------- |
|                                                | 合約友情 （2020年5月22日－2020年6月12日）      |                                                |
| 滑稽劇場                                       | 滑稽劇場                                       |                                                |

| 臺灣 EYE TV 戲劇台 星期一至五 05:00 - 06:00 | 臺灣 EYE TV 戲劇台 星期一至五 05:00 - 06:00 | 臺灣 EYE TV 戲劇台 星期一至五 05:00 - 06:00 |
| ------------------------------------------- | ------------------------------------------- | ------------------------------------------- |
|                                             | 契約友情 （2022年2月23日－2022年3月4日）    |                                             |
| 檢法男女2 （2021年12月30日－2022年2月22日） | 森林Forest （2022年3月7日－2022年4月21日）  |                                             |